# Верхнеугличино
Верхнеугличино (баш. Үрге Углич) — деревня в Кармаскалинском районе Башкортостана, входит в состав Кабаковского сельсовета.

## Население
| 2002 | 2009 | 2010 |
| ---- | ---- | ---- |
| 18   | ↘10  | ↗19  |

Национальный состав
Согласно переписи 2002 года, преобладающая национальность — русские (89 %).

## Географическое положение
Расстояние до:
- районного центра (Кармаскалы): 17 км,
- ближайшей ж/д станции (Кабаково): 6 км.

## Известные уроженцы
- Грачёв, Иван Николаевич (1903 — 20 октября 1943) — сержант Рабоче-крестьянской Красной армии, участник Великой Отечественной войны, Герой Советского Союза (1943).